# Budrakatti, Sampgaon
Budrakatti là một làng thuộc tehsil Sampgaon, huyện Belgaum, bang Karnataka, Ấn Độ.